# Charytyna Kononenko

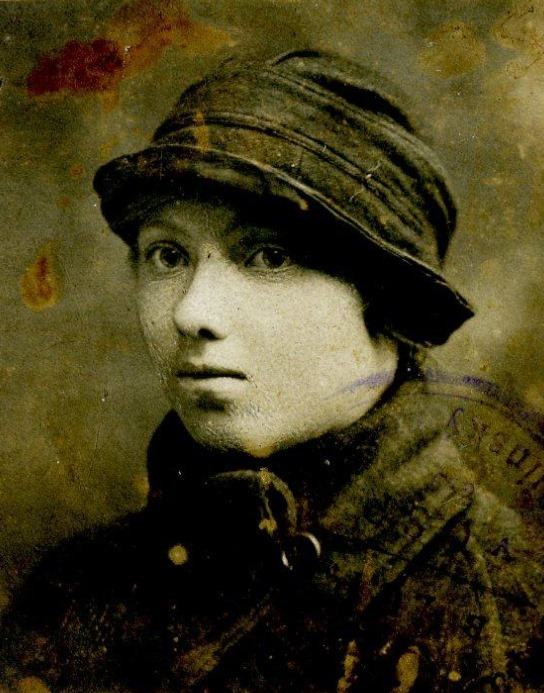
Charytyna Kononenko

Charytyna Mussijiwna Kononenko (ukrainisch Харитина Мусі́ївна Кононенко, * 18. Oktober 1900 in Mykolajiwka, heutiger Rajon Poltawa, Russisches Kaiserreich; † 15. Oktober 1943 in Riwne) war eine ukrainische Autorin und Sozialaktivistin.

## Biografie
1907 zog sie mit ihrer Tante nach Kiew. Dort schloss sie das Funduklei Mädchengymnasium ab. Nach Beginn der Februarrevolution 1917 und der Gründung der Zentralna Rada nahm sie im März 1917 an pro-ukrainischen Massenversammlungen und Demonstrationen teil und besuchte die Beerdigung der in der Schlacht bei Kruty gefallenen Soldaten. Nachdem die Bolschewiki die Ukraine übernommen hatten, zog sie nach Poděbrady in der Tschechoslowakei.
1921 nahm sie als Mitglied der ukrainischen Delegation am Kongress der Women’s International League for Peace and Freedom in Wien teil. Sie unterstützte den Nationalen Rat der Ukrainischen Frauen in Prag finanziell und trat 1926 der Plast bei. Außerdem erhielt sie an der Ukrainischen Wirtschaftsakademie in Poděbrady den Titel einer Doktorin der Wirtschaftswissenschaften. 1933 zog sie nach Uschhorod, wo sie für die örtliche Kinderzeitschrift Ptschilka arbeitete und einen Kinderverein der Proswita leitete. 1934 nahm sie als eine Vertreterin der Frauen der Karpatenukraine am Weltfrauenkongress in Stanyslawiw teil. Sie zog nach Galizien um, wo sie 1935 im Auftrag der Ukrainischen Frauenunion Leiterin der ersten Kurse für landwirtschaftliche Ausbilderinnen in Lwiw wurde. Von 1936 bis 1939 verfasste Kononenko Kolumnen auf der Frauenseite der Zeitschrift Dilo, wo sie über Modethemen schrieb. 1939 erhielt sie an der Ukrainischen Freien Universität den Titel einer Doktorin der Rechtswissenschaften.
1940 zog Kononenko nach Kiew, wo sie Direktorin des dortigen ukrainischen Roten Kreuzes wurde. 1941 zog sie nach Riwne und gründete dort eine Niederlassung des ukrainischen Roten Kreuzes. Zu Beginn der deutschen Besetzung organisierte sie einen großen öffentlichen Speisesaal und eine große Küche, für die aus umliegenden Dörfern Lebensmittel geliefert wurden, und besuchte täglich Kriegsgefangenenlager. Sie war als Übersetzerin für Gefangene tätig und forderte Entlassungen und Genehmigungen zur Lieferung von Nahrungsmitteln und Medikamenten an die Lager. Kononenko überzeugte die Anwohnerinnen und Anwohner auch davon, gefangene Soldaten der Roten Armee aus Konzentrationslagern als Verwandte zu ihren Familien mitzunehmen, wodurch das Leben Hunderter Soldaten gerettet wurde. Nachdem die deutschen 1942 die Aktivitäten des ukrainischen Roten Kreuzes verboten haben, leitete Kononenko dessen Untergrundstruktur, die eng mit der Ukrainischen Aufständische Armee (UPA) verbunden war. Sie stand in ständigem Kontakt mit Leonid Schtscherbatjuk, dem Stabschef von Taras Borowez. Kononeko organisierte medizinische Unterstützung für UPA-Kämpfer, betreute Unterkünfte für aus der Gefangenschaft entlassene Personen, und organisierte eine juristische Fakultät für Krankenschwestern, Hebammen und Hygienikerinnen und Hygieniker. Außerdem war sie die Leiterin der Frauenabteilung der Proswita in Riwne.
Am 16. Juli 1943 wurde Kononenko verhaftet. Die Gestapo beschuldigte sie, Untergrundkrankenhäuser organisiert und ukrainische Rebellen mit Medikamenten versorgt zu haben. Sowjetische Partisanen machten die UPA für die von Nikolai Kusnezow organisierte Ermordung hochrangiger deutscher Offiziere verantwortlich. Deshalb richteten die Deutschen nach jeder dieser Taten hunderte Angehörige der Zivilbevölkerung und Gefangene hin. Kononenko wurde im Gefängnis gefoltert und am 15. Oktober 1943 von der Gestapo erschossen. Ihr Leichnam wurde zusammen mit über 500 weiteren hingerichteten Angehörigen der ukrainischen Intelligenzija in einer Schlucht in Riwne verscharrt und verbrannt. Vor ihrem Tod hinterließ sie ihrer Zellengenossin Sofija Stepanjuk die folgende Nachricht:

„Der Tod ist besser als solche Verachtungen und Beleidigungen. Wenn der Herr Sie rettet, erzählen Sie von unserem schrecklichen Leiden. Lassen Sie alle Ukrainer wissen, wie ihre Brüder und Schwestern gestorben sind. Mögen sie niemals irgendwelchen Befreiern glauben und ihre Rechte selbst erlangen.“

## Nachwirkung
Eine zentrale Straße in Riwne ist nach Kononenko benannt. Im Oktober 2013 wurde auf Initiative der Proswita-Gesellschaft von Riwne in der Innenstadt eine Gedenktafel für Kononenko angebracht.